# 你好，總統

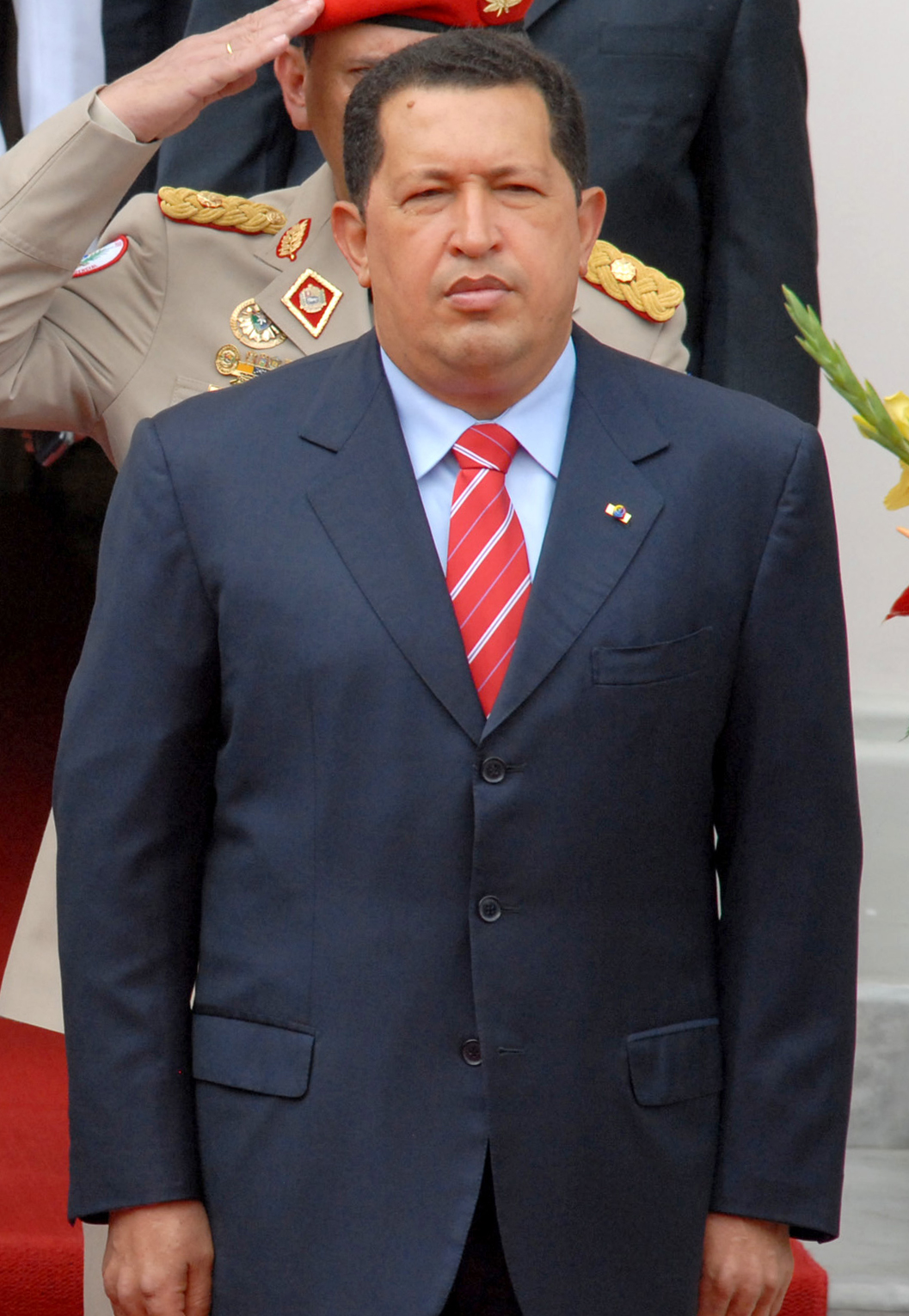
烏戈·查維茲總統

《你好，總統》（西班牙語：Aló Presidente）是由委內瑞拉總統烏戈·查維茲主持的電視節目。

## 節目概要
節目於1999年5月21日首播，於每週日於早上11點開始，在2012年11月底已累績超過378集的播放。
電視外景為挑選委國隨一座鄉村後、至該地搭建臨時攝影棚舉行。內容為查維茲在節目現場隨機接聽回應委國各民眾所投訴、反應的意見，內容包含行政、社會、軍事等各種議題，或是對美國政見的批評。而在節目播出時委國政府的重要官員也需在場聆聽以回應查維茲的意見。

## 南美洲的迴響
此節目播出後，不少南美洲的國家領袖也效法籌辦類似此風格的節目，如玻利維亞的埃沃·莫拉萊斯、或厄瓜多的拉斐爾·科雷亞。